# Léré (Mali)
Léré is een gemeente (commune) in de regio Timboektoe in Mali. De gemeente telt 17.400 inwoners (2009).